# Cora notoxantha
Cora notoxantha is een libellensoort uit de familie van de Polythoridae (Banierjuffers), onderorde juffers (Zygoptera).
De wetenschappelijke naam van de soort is voor het eerst geldig gepubliceerd in 1918 door Ris.